# Jakob Fries (Mediziner)
Hans Jakob Fries (russisch Яков Яковлевич Фриз, * 1749 in Zürich; † 6. Novemberjul. / 18. November 1801greg. in Wologda) war ein Schweizer Mediziner, der als Militärarzt in russischen Diensten stand und durch Berichte über seine Sibirien-Reise 1774–1775 bekannt wurde.

## Leben
Fries ging auf Empfehlung von Freunden 1770 nach Russland, zunächst nach Sankt Petersburg, wo er auch den Mathematiker Leonhard Euler traf, und Ende 1770 nach Moskau. Dort begann er ein Medizinstudium und ließ sich in einem Militärkrankenhaus zum Chirurgen ausbilden. Nach bestandenem Examen wurde er 1773 Assistent der Chirurgie und begleitete ein Regiment der Orenburger Dragoner auf ihrem Feldzug gegen die Türken. 1775 beteiligte er sich an der Expedition zur Niederschlagung des Aufstandes der Saporoger Kosaken. 1774 erhielt er die Anweisung, sich einer kleinen Militärgruppe anzuschließen, die in Sibirien Soldaten für die europäischen zaristischen Regimenter rekrutieren sollte. Die Reise führte bis in den Osten Sibiriens an den Baikalsee und zur chinesischen Grenze. Die Reiseerlebnisse schilderte er in Briefen und mehreren Veröffentlichungen. Nach seiner Rückkehr setzte er sein Studium in Sankt Petersburg fort und wurde nach dem Abschluss am Admiralitäts-Hospital 1780 Regimentsphysicus. Später wurde er zum Direktor der medizinischen Polizei im Distrikt Wologda und 1797 zum Staatsrat befördert.
Sein Interesse galt nicht nur der Medizin, er publizierte zahlreiche historische, geographische, ethnographische, ökonomische und andere Aufsätze, z. B. über die Umgebung von Wologda und die Stadt Weliki Ustjug.
1788 wurde er zum korrespondierenden Mitglied der Kaiserlichen Akademie der Wissenschaften in Sankt Petersburg gewählt.